# 盧和嬪
盧和嬪，名失考。錦衣衛帶俸正千戶盧永昌之女，明朝明世宗朱厚熜之嬪。

## 生平
盧氏的出生及去世時間均無考。嘉靖十年二月二十五日，嘉靖帝諭大學士張璁曰：「朕奉章聖慈仁皇太后慈訓，於選中淑女三十人內慎選九人，以充九嬪」。三月初二日，冊封淑女方氏、鄭氏、王氏、閻氏、韋氏、沈氏、盧氏、沈氏與杜氏為九嬪。《明世宗肅皇帝實錄》並未提及這九位嬪各自的封號，但是綜合《皇明典禮志》、《大明會典》、《禮部志稿》及《明會要》等史料的記載，可知淑女方氏冊封為德嬪，鄭氏為賢嬪，王氏為莊嬪，閻氏為麗嬪，韋氏為惠嬪，沈氏為安嬪，盧氏為和嬪，沈氏為僖嬪，杜氏為康嬪。嘉靖十年八月初七日，盧氏之父盧永昌授為錦衣衛正千戶帶俸。隆慶二年七月初七日，「復故錦衣衛正千戶李拱宸、沈欽、盧永昌原職，三人俱世宗朝以議禮謫戍者也」。李拱宸、沈欽、盧永昌分別是李敬嬪、沈安妃與盧和嬪的父親，《實錄》未明確記載他們到底因議甚麽禮而被謫戍。有學者指出他們三人有一個共同特點，那就是他們女兒的薨逝與葬儀均未載於《實錄》，此現象是否與他們被謫戍有關，以及李敬嬪、沈安妃與盧和嬪會否因其父親被謫戍而遭「退閒」，目前仍然存有疑問，尚待進一步考證。